# Mati Sirkel

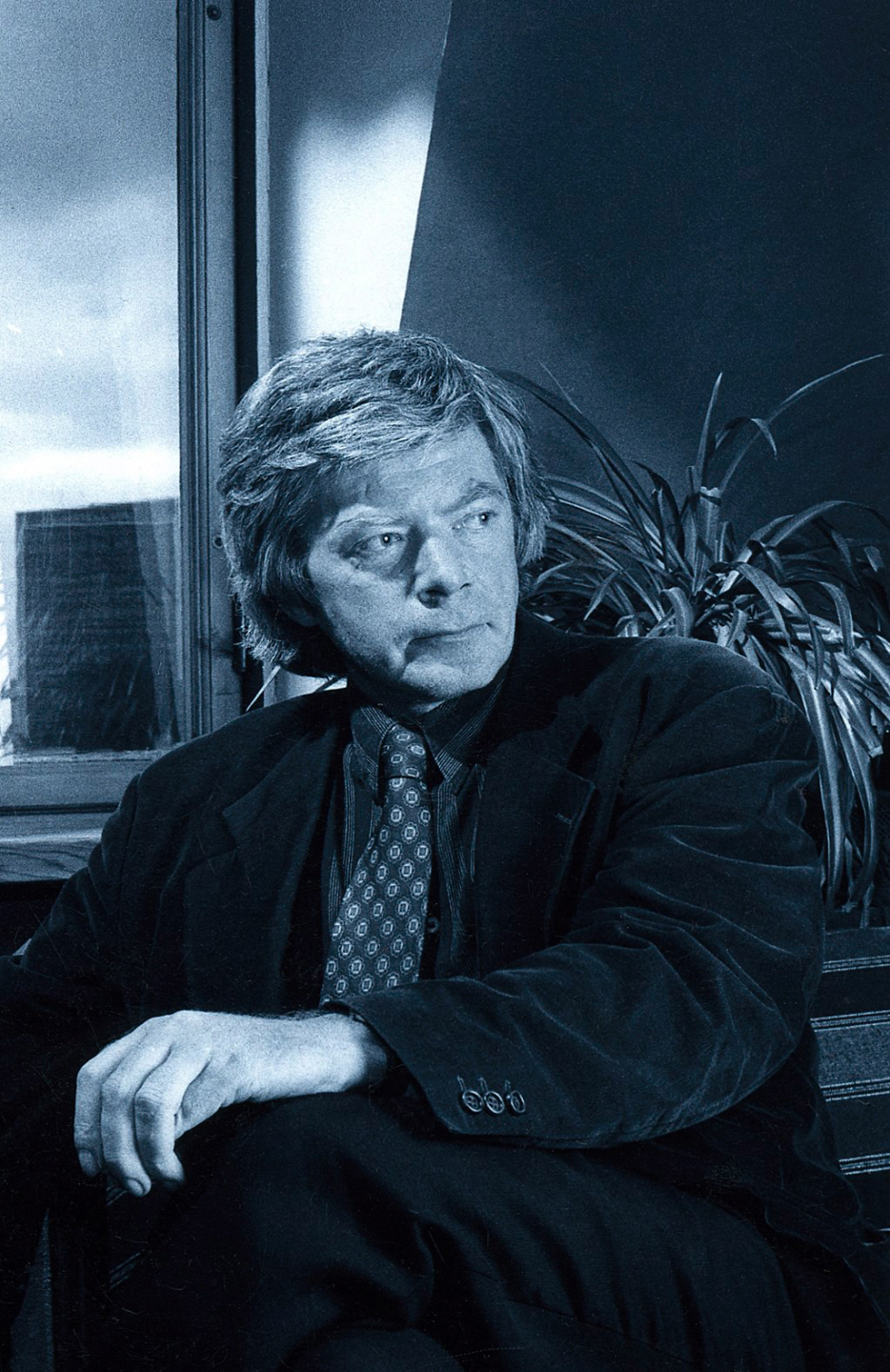
Mati Sirkel

Mati Sirkel (* 12. Oktober 1949 in Paide) ist ein estnischer Literaturübersetzer und Germanist.

## Leben
Mati Sirkel besuchte die Schule in Rakke und Tallinn. 1966 machte er in der estnischen Hauptstadt sein Abitur. Von 1967 bis 1972 studierte Sirkel Germanistik und Literaturtheorie an der Universität Tartu. 1972 bis 1975 war er als wissenschaftlicher Mitarbeiter für Literaturtheorie tätig, 1975/76 als Mitarbeiter des estnischen Kulturministeriums und 1976 bis 1979 als Redakteur des Verlags Perioodika. Seit 1982 ist er freischaffender Übersetzer. Während der sowjetischen Besetzung Estlands wandte er sich gegen das kommunistische Regime.
Von 1990 bis 1995 war Mati Sirkel Vizepräsident des Estnischen Schriftstellerverbands und von 1995 bis 2004 dessen Vorsitzender. Von 1993 bis 1996 war er Vorstandsmitglied des Europäischen Schriftstellerkongresses (EWC).

## Wichtigste Übersetzungen
Mati Sirkel ist einer der profiliertesten literarischen Übersetzer ins Estnische. Seine bekanntesten Übersetzungen aus dem Deutschen sind unter anderem

Heinrich Böll: Gruppenbild mit Dame, Irisches Tagebuch

Thomas Bernhard: Am Ziel

Elias Canetti: Masse und Macht

Alfred Döblin: Berlin Alexanderplatz

Heimito von Doderer: Die Strudlhofstiege oder Melzer und die Tiefe der Jahre

Günter Grass: Die Blechtrommel, Der Butt

Peter Handke: Die Stunde der wahren Empfindung, Die linkshändige Frau

Wilhelm Hauff: Märchen

Hermann Hesse: Peter Camenzind, Der Steppenwolf

Franz Kafka: Amerika, Tagebücher

Robert Musil: Die Verwirrungen des Zöglings Törleß, Der Mann ohne Eigenschaften

Sten Nadolny: Die Entdeckung der Langsamkeit

Rainer Maria Rilke: Duineser Elegien

Daneben übersetzt er aus dem Niederländischen und Neugriechischen.

## Ehrungen
2002 wurde Mati Sirkel der Übersetzerpreis der Republik Österreich, 2005 der Österreichische Staatspreis für literarische Übersetzung verliehen. 2007 erhielt er für seine Übersetzung von Robert Musils Der Mann ohne Eigenschaften den Jahrespreis der estnischen Stiftung Eesti Kultuurkapital. 2009 erhielt er das Österreichische Ehrenkreuz für Wissenschaft und Kunst und 2013 den Friedrich-Gundolf-Preis der Deutschen Akademie für Sprache und Dichtung.